# Podsedice
Podsedice település Csehországban, a Litoměřicei járásban. Podsedice Vlastislav, Třebenice, Třebívlice, Lukov, Děčany, Dlažkovice és Lkáň településekkel határos. Lakosainak száma 665 fő (2024. január 1.).

## Népesség
A település lakosságának változását az alábbi diagram mutatja:
| Lakosok száma | 1281 | 1277 | 1376 | 890  | 722  | 588  | 667  | 662  | 656  | 665  |
|               | 1869 | 1890 | 1921 | 1950 | 1980 | 2001 | 2017 | 2019 | 2022 | 2024 |